# Station Ostrowie Biebrzańskie
Station Ostrowie Biebrzańskie is een spoorwegstation in de Poolse plaats Ostrowie.